# Wallmersdorf
Wallmersdorf ist ein Dorf der Marktgemeinde Allhartsberg in Niederösterreich.

## Geografie
Das Haufendorf 4 Kilometer nordöstlich von Allhartsberg besteht aus mehreren bäuerlichen Anwesen und ist über die Landesstraße L92 erschlossen. Wallmersdorf gehört zur Katastralgemeinde Kröllendorf. Die Filialkirche Wallmersdorf ist ein spätgotischer, mit einem Satteldach bedeckter Bau und dem hl. Sebastian geweiht.

## Geschichte
Laut Adressbuch von Österreich waren im Jahr 1938 in Wallmersdorf ein Binder, ein Gastwirt und ein Landwirt mit Direktvertrieb ansässig.